# Абдурахманов, Одилжон Алишерович
Одилжон Алишерович Абдурахманов (род. 18 марта 1996, Кызыл-Кыя, Ошская область) — киргизский футболист, полузащитник сборной Кыргызстана.

## Клубная карьера
Дебютировал в высшей лиге Кыргызстана в 2014 году в составе клуба «Алдиер» (Куршаб). С 2015 года выступает за ведущий клуб юга республики, «Алай» (Ош). Трёхкратный чемпион Кыргызстана (2015, 2016, 2017), серебряный призёр чемпионата (2018), неоднократный финалист Кубка Кыргызстана. В составе «Алая» принимал участие в матчах азиатских клубных турниров. Покинул «Алай» в конце октября 2020 года.
В январе 2021 года подписал контракт с узбекским «Бунёдкором»
В июле 2022 года перешёл в казахстанский «Мактаарал». В январе 2023 года продлил свой контракт с клубом.

## Карьера в сборной
В составе сборной Кыргызстана до 23 лет участник Азиатских игр 2018 года, сыграл 3 матча.
В национальной сборной Кыргызстана дебютировал 30 августа 2016 года в товарищеском матче против Казахстана, заменив на 87-й минуте Ахлитдина Исраилова.
Включён в состав сборной на финальный турнир Кубка Азии 2019 года, однако на турнире ни разу не вышел на поле.
В январе 2024 года главный тренер Штефан Таркович включил Абдурахманова в список игроков на Кубок Азии 2023 года, который пройдёт в Катаре.

## Личная жизнь
18 июля 2019 года в городе Кызыл-Кыя женился на девушке по имени Асмира.